# Anomala susca
Anomala susca är en skalbaggsart som beskrevs av Ohaus 1924. Anomala susca ingår i släktet Anomala och familjen Rutelidae. Inga underarter finns listade i Catalogue of Life.